# 4 x 100 meter frisim för damer i simning vid olympiska sommarspelen 2016
Damernas 4 x 100 meter frisim vid olympiska sommarspelen 2016 avgjordes 6 augusti 2016 i Estádio Aquático Olímpico.

## Resultat

### Försöksheat
| Placering | Heat | Bana | Nation        | Simmare | Tid     | Noteringar |
| --------- | ---- | ---- | ------------- | --- | ------- | ---------- |
| 1         | 2    | 4    | Australien    | Madison Wilson (54.11) Brittany Elmslie (53.22) Bronte Campbell (53.26) Cate Campbell (51.80)              | 3:32.39 | Q, 0OR0    |
| 2         | 2    | 5    | USA           | Amanda Weir (53.60) Lia Neal (53.63) Allison Schmitt (53.72) Katie Ledecky (52.64)                         | 3:33.59 | Q          |
| 3         | 2    | 3    | Kanada        | Sandrine Mainville (54.17) Chantal Van Landeghem (52.90) Michelle Williams (53.73) Taylor Ruck (53.04)     | 3:33.84 | Q, 0NR0    |
| 4         | 1    | 3    | Italien       | Erika Ferraioli (54.91) Silvia di Pietro (53.96) Aglaia Pezzato (53.86) Federica Pellegrini (53.17)        | 3:35.90 | Q, 0NR0    |
| 5         | 1    | 4    | Nederländerna | Inge Dekker (54.75) Marrit Steenbergen (53.31) Maud van der Meer (53.88) Femke Heemskerk (54.00)           | 3:35.94 | Q          |
| 6         | 1    | 5    | Sverige       | Michelle Coleman (54.39) Louise Hansson (54.69) Ida Lindborg (54.77) Sarah Sjöström (52.57)                | 3:36.42 | Q          |
| 7         | 1    | 2    | Japan         | Miki Uchida (53.93) Rikako Ikee (53.41) Misaki Yamaguchi (54.87) Yayoi Matsumoto (54.53)                   | 3:36.74 | Q, 0NR0    |
| 8         | 2    | 2    | Frankrike     | Béryl Gastaldello (54.94) Charlotte Bonnet (53.16) Mathilde Cini (54.64) Anna Santamans (54.11)            | 3:36.85 | Q, 0NR0    |
| 9         | 1    | 6    | Kina          | Zhu Menghui (54.06) Sun Meichen (54.79) Tang Yi (54.56) Shen Duo (53.84)                                   | 3:37.25 |            |
| 10        | 2    | 7    | Ryssland      | Veronika Popova (54.35) Viktoriya Andreeva (54.45) Rozaliya Nasretdinova (54.32) Nataliya Lovtsova (54.56) | 3:37.68 | 0NR0       |
| 11        | 2    | 6    | Brasilien     | Larissa Oliveira (55.54) Etiene Medeiros (53.99) Daynara de Paula (54.81) Manuella Lyrio (55.06)           | 3:39.40 |            |
| 12        | 1    | 7    | Danmark       | Pernille Blume (54.54) Julie Kepp Jensen (54.79) Sarah Bro (55.75) Mie Nielsen (54.37)                     | 3:39.45 |            |
| 13        | 2    | 1    | Spanien       | Fatima Gallardo (55.84) Marta Gonzalez (54.98) Patricia Castro (55.08) Melania Costa Schmid (54.56)        | 3:40.46 | 0NR0       |
| 14        | 2    | 8    | Schweiz       | Maria Ugolkova (54.75) Alexandra Touretski (55.28) Danielle Villars (55.37) Noemi Girardet (55.62)         | 3:41.02 | 0NR0       |
| 15        | 1    | 1    | Polen         | Katarzyna Wilk (55.34) Alicja Tchórz (55.01) Aleksandra Urbańczyk (55.78) Anna Dowgiert (55.30)            | 3:41.43 |            |
| 16        | 1    | 8    | Israel        | Keren Siebner (55.60) Zohar Shikler (55.29) Amit Ivry (55.71) Andrea Murez (55.37)                         | 3:41.97 |            |

### Final
| Placering | Bana | Nation        | Simmare                                                                                             | Tid     | Noteringar |
| --------- | ---- | ------------- | --------------------------------------------------------------------------------------------------- | ------- | ---------- |
| 1         | 4    | Australien    | Emma McKeon (53.41) Brittany Elmslie (53.12) Bronte Campbell (52.15) Cate Campbell (51.97)          | 3:30.65 | 0VR0       |
| 2         | 5    | USA           | Simone Manuel (53.36) Abbey Weitzeil (52.56) Dana Vollmer (53.18) Katie Ledecky (52.79)             | 3:31.89 | 0AR0       |
| 3         | 3    | Kanada        | Sandrine Mainville (53.86) Chantal Van Landeghem (53.12) Taylor Ruck (53.19) Penny Oleksiak (52.72) | 3:32.89 | 0NR0       |
| 4         | 2    | Nederländerna | Marrit Steenbergen (54.29) Femke Heemskerk (53.47) Inge Dekker (53.85) Ranomi Kromowidjojo (52.20)  | 3:33.81 |            |
| 5         | 7    | Sverige       | Michelle Coleman (54.19) Sarah Sjöström (52.47) Ida Marko-Varga (54.70) Louise Hansson (54.54)      | 3:35.90 |            |
| 6         | 6    | Italien       | Erika Ferraioli (55.21) Silvia di Pietro (53.69) Aglaia Pezzato (53.99) Federica Pellegrini (53.89) | 3:36.78 |            |
| 7         | 8    | Frankrike     | Béryl Gastaldello (54.83) Charlotte Bonnet (53.17) Mathilde Cini (54.92) Anna Santamans (54.53)     | 3:37.45 |            |
| 8         | 1    | Japan         | Miki Uchida (54.23) Rikako Ikee (53.98) Misaki Yamaguchi (55.11) Yayoi Matsumoto (54.46)            | 3:37.78 |            |